# 袁悅之
袁悅之，一作袁悅，字元禮，陳郡陽夏人。東晉時期官員，以擅長言辭聞名。

## 生平
袁悅之論說無論長短皆宜，而且都有精要細微的義理。初擔任謝玄的參軍，得到謝玄的賞識。後因丁憂離職喪期完結還都時就只帶著《戰國策》，說天下重要的就只有這部書。後來袁悅之得到了會稽王司馬道子親待，而袁悅之亦力勸道子專覽朝權，這遭到支持晉孝武帝的王恭向皇帝告發，不久，袁悅之就遭誅殺。